# Shaolin Wuzang
 (juillet 2022).
- Si vous ne connaissez pas le sujet, laissez ce bandeau (vous pouvez alors contacter les auteurs).
- Si vous supprimez le contenu mis en cause (vous pouvez préalablement contacter les auteurs),

argumentez précisément cette suppression dans la page de discussion
(un manque de référence n'est pas un argument ; une recherche réelle de référence doit avoir été effectuée, être formellement documentée).
Shaolin Wuzang est une série télévisée d'animation français en 26 épisodes de 26 minutes créée par Eric Paul Marais et Tian Xao Zhang, et diffusée à partir du 16 décembre 2006 sur France 3.

## Synopsis
Hua, Tang et Cheng sont des adolescents qui vont vivre une aventure particulière. Tout d'abord, ils vont suivre les cours de Kung-fu au Monastère de Shaolin. Ils n'y vont pas pour rien… Ce sont les réincarnations des trois chevaliers qui ont vaincu le démon Heihu mille ans auparavant.
Mais Heihu s'est échappé et réincarné. Nos trois jeunes héros doivent redevenir les maîtres en arts martiaux qu'ils étaient jadis pour réussir à battre le démon à nouveau et sauver la Chine ainsi que le reste du monde.

## Personnages

### Gentils

#### Réincarnations des trois de Shaolin
- Hua : Unique fille au monastère de Shaolin, Hua a pour seule famille sa grand-mère, qui est la lingère attitrée des moines. Dès le premier épisode, Hua montre qu’elle n’est pas comme les autres filles : elle préfère le kung-fu à la couture, s’avère obstinée, volontaire et têtue. Dans ce même épisode, elle a affaire à Heihu qui lui prend le livre du pouvoir, ce qui lui vaudra railleries et méfiance des autres élèves de Shaolin. Quand Sanzang apprendra qu’elle est une réincarnation d’un héros de Shaolin, il la prendra comme élève à Shaolin et se servira d’elle pour trouver les deux autres réincarnations. Hua se bat contre sa condition de fille, dénigrée et critiquée par les autres Wuzang de Shaolin. Sanzang a su voir son potentiel bien avant de la prendre comme élève. Et elle a su prouver sa valeur à Tang, Cheng et la famille de celui-ci dès leur rencontre en sauvant le village de Cheng avec l’aide des garçons et de Sanzang. Au début, elle se sentait si mal qu’elle voulait quitter Shaolin, puis, de par ses exploits et le soutien de ses deux amis, elle prendra de l’assurance et saura faire face à ses détracteurs.

Elle est, évidemment, très douée en Kung-Fu car en cachette, elle observe les moines lors des entraînements. Elle a développé une technique de combat bien à elle : elle se sert de linges humides. Par la suite maître Sanzang lui a offert ce fouet qui est devenu son arme fétiche. Durant les moments critiques où la peur la submerge, elle peut contrôler l'eau. Ce talent l'a déjà sortie de nombreuses situations périlleuses comme lorsqu'un serpent géant a essayé de la dévorer (voir le marais des pendus) ou quand Heihu l'a attaqué pour lui prendre le livre du pouvoir une seconde fois (voir Kwai Gonjin).
Sa principale qualité est son courage. Hua est de toutes les aventures et ne manque pas d’initiatives quand il s’agit de défendre ce en quoi elle croit ou pour d’aider quelqu'un. Elle sait reconnaître le bon chez les gens et avoir foi en eux. Mais cette foi et ce courage peuvent se retourner contre elle si elle laisse ses émotions l’emporter sur sa raison. Pour exemple, attachée et fidèle à Sanzang, elle s’est laissé emporter par la colère et a voulu le venger quand ce dernier a été transformé en statue de glace (voir épisode 7).
Sa première rencontre avec Tang est tout sauf de l’ordre de la bienséance… Un court et premier échange verbal suffit à les mettre à couteaux tirés et à les pousser à se battre comme des chiffonniers. Sa rencontre avec Cheng démarre dans l’urgence et elle a à peine le temps de faire connaissance avec lui.
Écorchée vive, habituée à se débrouiller seule, elle s'entend peu avec Tang et Cheng au début; mais au fil des épisodes, elle apprend à leur faire confiance et s'attache réellement à eux. Ainsi, elle passera de bons moments avec eux et pleurera même leur départ pour la garde impériale.
Elle semble développer des sentiments pour les deux garçons mais il est dur de dire à qui va sa préférence…
- Tang : Il est le fils unique du gouverneur du Henan, et se préparait à un destin "autrement plus glorieux" avant de découvrir qu'il serait le premier Shaolin de la lignée. Son père est son seul parent vivant car sa mère est morte lors de l'accouchement. Il se bat avec une épée que lui a offert son père pour son départ à Shaolin. Il déteste aussi qu'on touche à ses cheveux. À sa première apparition, il apparaît comme arrogant et ostentatoire.

Tang fait preuve d'un très sérieux manque de modestie, et d'un grand esprit scientifique (ce qui signifie qu'il cherche toujours une "explication scientifique" à tout événement surnaturel mais aussi qu'il est assez malin). Ces défauts lui valent quelques ennuis et par la suite, il apprend à les corriger progressivement mais non sans difficulté.
Son principal atout est son intelligence. Ses connaissances et son esprit d’analyse sont souvent d’une grande aide lors des aventures que vivent les jeunes Wuzang. Ayant grandi dans un milieu aisé, il a bénéficié d’une bonne éducation a beaucoup voyagé. Il a aussi appris à se battre et à manier l’épée, art dans lequel il excelle. Comme tout Wuzang, Tang  peut faire jaillir de son corps une force magique ayant l’apparence d’un animal. Pour Tang il s’agit d’un dragon bleu (qu’il lui sauve plus d’une fois) mais il ne sait pas encore le manipuler. Le dragon surgit surtout quand il a peur.
À sa première rencontre avec Hua, il se battra avec elle. L’ayant prise pour une servante et ayant douté de son appartenance à Shaolin (puisqu'elle est une fille) il la mettra en colère. Tang est assez spontané : il dit tout haut ce qu’il pense et s’attire ainsi l’animosité de bien des personnes. Au début, il croit très peu en Cheng mais il par la suite, il apprend de lui autant qu’il lui apprend. Ayant grandi à l’écart du petit peuple, Tang n’a peut-être jamais eu d’amis avant de rencontrer Cheng et Hua.
Il semble être aussi amoureux de Hua; c'est ainsi que Cheng et lui s'affronteront souvent pour obtenir les faveurs de la demoiselle. D'ailleurs, ni l’un ni l’autre n’hésiteront à commettre les actes les plus ridicules pour arriver à leurs fins, ce qui les entraînera parfois dans des situations des plus cocasses. Cela étant, il sait mettre ses différends avec Cheng de côté quand il s'agit de protéger Hua des mauvaises langues ou du danger.
Tang recherche aussi désespérément l'amour et la reconnaissance de son père qui le néglige quelque peu, surtout depuis son entrée à Shaolin. Il a toujours eu ce qu’il voulait et possède beaucoup d’argent. Mais malgré toutes ses richesses, il n’a jamais eu ce qu’il désirait réellement. S’il est assez fier d’être le fils du gouverneur, il aimerait que le gouverneur soit fier d’être son père… C’est pourquoi il lui écrit souvent pour lui raconter ses aventures.
Contrairement à Hua et Cheng, il n'a jamais manqué de rien, il n'a jamais eu à travailler et a toujours confié les besognes les plus dures à ses domestiques. En arrivant à Shaolin, il est très dur pour lui d'accomplir des tâches manuelles ou d'affronter les divers désagréments de la nature (Cheng le surnomme de temps à autre « Sa seigneurie »). Il a aussi de sérieuses difficultés quand il s’agit d'obéir aux règles (dernier défaut qu'il a en commun avec Hua et Cheng).
- Cheng : issu d'une famille très nombreuse, Cheng est un simple paysan (qui se trouve aussi être une réincarnation de chevalier Shaolin). Sa famille est pauvre. Son dicton est : « Il faut se contenter de ce qu'on a et prendre tout ce qui se présente quand ça se présente ! ». Il ne sait pas lire, et préfère largement s'entraîner ou manger. Au début, ses connaissances du monde se limitent seulement à son village. C’est pourquoi il est si facilement impressionnable : lui qui a vécu à la campagne, il est bouche bée devant une grande ville pleine de monde ou est étonnée d’apprendre que Tang est fils de gouverneur. Il mange aussi beaucoup car chez lui les rations étaient assez limitées.

Son arme est un bâton, qui se décompose en trois segments reliés par des chaînes (donc, un tri-bâton ou nunchaku à trois branches). Des trois jeunes wuzangs, c’est lui qui a le plus de mal à progresser. C’est la raison pour laquelle il s’entraîne énormément, parfois plus dur et plus longtemps que Hua et Tang. Mais ses travaux dans les champs tout au long des années lui ont offert une force et une agilité remarquables. Comme tout Wuzang, Cheng peut faire jaillir de son corps une force magique ayant l’apparence d’un animal. Pour Cheng , il s’agit d’un tigre jaune (qu’il lui sauve plus d’une fois) mais il ne sait pas encore le manipuler. Le tigre surgit surtout quand il a peur.
Par contre, mis à part pour son nunchaku, Cheng n’a aucune adresse pour ce qui est de maîtriser une quelconque arme. Il a surtout un problème avec les arcs (le vieux maître Fong en a déjà fait les frais).
Il a un faible pour Hua. On peut penser que cet amour est réciproque et que Hua est amoureuse de Cheng car lors d'un épisode, elle était contrariée lorsque Tang lui a dit que Cheng avait une petite amie (c'était un mensonge), ou plus flagrant, lorsque Cheng était un K'Uei, elle était triste et l'a embrassé pour rompre le sortilège.
Cheng a souvent manqué de nourriture ou d'argent dans sa vie mais a toujours été entouré de l'amour de sa très grande famille. De ce fait, à son arrivée à Shaolin, il souffre d'un mal du pays et culpabilise de les laisser désormais se débrouiller seuls.

#### Alliés et personnages secondaires
- Sanzang : En tant que grand maître de Shaolin, il est responsable du bon déroulement du temple et des décisions importantes qui concernent ses chevaliers. Il est une sorte de grand-père pour nos héros, avec son grain de malice et sa tendresse. C'est lui qui après le retour de Heihu le démon, se lance à la recherche des trois de Shaolin emmenant Hua avec lui.
- Long Doi : Il s'agit d'un des moines du temple. Il est un peu dure de la feuille et a toujours un train de retard sur les autres. Son attaque magique de prédilection est le champ de force, une boule lumineuse qu'il peut projeter sur ses adversaires. Malheureusement, le bon moine a du mal à l'utiliser.
- Fong : Ce moine est chargé de la plupart des cours qui se donnent à Shaolin. Il enseigne aussi bien le combat que l'histoire de Shaolin à ses disciples. C'est un homme bourru, potelé mais qui a un bon cœur. En général, nos trois héros s'attirent toujours ses foudres et sont punis par des corvées (nettoyer l'antre du dragon qui dort sous shaolin etc.)
- Kaifeng : Gouverneur du Henan et père de Tang, C'est un homme juste et bon qui sait rassurer son peuple en temps de crise. Il fait parfois appel à maître Sanzang pour régler des problèmes qui sortent de l'ordinaire.
- Junxiu : C'est la petite sœur de cheng. Elle apparaît pour la première fois dans l'épisode "petite sœur". Vive et espiègle, elle passe son temps à fuguer de chez elle et par conséquent, à s'attirer des ennuis. Son grand frère lui parle souvent de ses amis et des aventures qu'ils ont ensemble en se donnant le beau rôle, évidemment. Sa petite sœur le croit de bonne foi jusqu'à ce qu'elle rencontre le trio. Elle se rend alors compte que son frère ne lui dit pas la vérité. Elle a une admiration sans borne pour Hua, la seule fille de Shaolin. Elle veut d'ailleurs suivre la même voie qu'elle et devenir un wuzang. Sanzang a accepté de l'inscrire mais elle devra encore patienter un an ou deux car elle est encore trop jeune pour vivre pour suivre les entraînements et exercices que les élèves font quotidiennement en plus de leurs corvées.

### Méchants
- Heiu : Heiu est un démon qui terrorisait autrefois la chine. Les trois de Shaolin, les meilleurs parmi les meilleurs, l'enfermèrent sous une cloche où il resta pendant 1000 ans. Ensuite, il fut libéré par une jeune paysanne qui poussée par la curiosité s'approcha de la cloche. Heiu prit alors possession du corps de la jeune fille. Voulant se venger en conquérant le monde tout entier, le démon vola le premier livre du pouvoir dont les moines de Shaolin avait la garde. C'est à la suite, de son retour que les trois de Shaolin ont de nouveau été réunis.
- Les renards noirs : Ce sont des hommes qui ont prêté allégeance à Heiu et qui le servent en accomplissant toute une série de méfaits : pillage, vols, meurtres etc.
- Les K'Uei : Ces créatures malfaisantes vivent emprisonnées sous le temple de Shaolin. Elles tuent, volent et sèment le chaos par plaisir. Les K'Uei terrifièrent autrefois tout le Henan jusqu'à ce que Sanzang les capture. À la tête de ces petits monstres, se trouve une reine aussi hideuse que rusée. Chaque année, elle se choisit un nouveau roi parmi les humains qu'elle transforme en K'Uei en l'embrassant. Le seul moyen de rompre le sort peu de temps après qu'il est jeté, c'est qu'une jeune fille humaine embrasse cette personne. Ces êtres n'ont pas dans leur veines du sang mais de la lave en fusion. C'est pourquoi ils explosent quand ils reçoivent une giclée d'eau à la figure (la lave se solidifie brusquement).

### Créatures
- Les Dâkinis: Ce sont des créatures fantastiques qui vivent d'ordinaire au Tibet. Elles entraînent l'hiver partout où elles vont. Malgré le fait que ce sont de dangereuses créatures, elles sont très solidaires les unes envers les autres. Leur sang est d'une teinte violette et d'après certains textes anciens, a le pouvoir de rendre immortel quiconque en boit.
- Les dragons-rivières: Ce sont des dragons qui vivent dans les rivières. Ils en sont les gardiens, les maîtres et font partie d'elles. Les dragons comptent parmi les créatures les plus intelligentes de l'univers. Elles comprennent le langage humain mais communiquent entre elles par télépathie.
- l'esprit-grenouille: Cet esprit qui a l'apparence d'une grenouille exauce les souhaits. Tout le monde pourrait trouver cela tentant mais dans la plupart des cas, le souhait se révèle négatif pour les gens car mal exprimé, il peut être compris d'une autre manière. Les esprits grenouilles adorent se jouer des simples mortels qui ont l'inconscience d'émettre un souhait à voix haute en leur présence. Ainsi, s'il l'on demande plus de sagesse, on peut se retrouver vieil homme etc.

## Doublage

### Voix françaises
- Yves Barsacq : Maître Sanzang
- Fabrice Josso : Cheng
- Sébastien Desjours : Tang
- Fily Keita : Hua
- Antoine Tomé : Heihu, voix secondaires
- Christian Pélissier : Maître Fong
- Pierre Hatet : Kwaï Goujin
- Hervé Rey : Luyen
- Lily Baron : la grand-mère de Hua
- Patrice Dozier, Marjorie Frantz, Hervé Barralis, Brigitte Lecordier : voix secondaires

- Version française

- - Studio de doublage : ?
  - Direction artistique : Brigitte Lecordier

 Source et légende : version française (VF) sur RS Doublage

## Épisodes[3]
1. Le retour du démon
2. Le marais des pendus
3. Kwaï Goujin
4. Ton pire ennemi
5. Les dragons-rivières
6. Le revers de la médaille
7. Les Dâkinis
8. L'escorte impériale
9. La roue du temps
10. Au fond du miroir
11. Les K'Uei
12. Petite sœur
13. Le voile de lumière
14. L'esprit grenouille
15. Les larmes de diamant
16. Les ogres de Kaifeng
17. L'arc sacré de Yi
18. Le pavillon des murmures
19. Un amour de jeunesse
20. Le royaume des eaux calmes
21. Mille visage
22. Kunlun
23. Le voleur d'ombres
24. Le château invisible
25. Xi-Rang
26. Le piège